# Valentín Castellanos
Valentín Castellanos Ciarreta, conocido como Zapaterito de Lequeitio (Lequeitio, 1889-Madrid, 1943) fue un jugador español de pelota vasca profesional de la especialidad de mano.
Zapaterito fue una de las principales figuras de este deporte en la década de 1910 y comienzos de la de 1920.

## Biografía
Valentín Castellanos nació en 1889 en la localidad vizcaína de Lequeitio. Era hijo de Francisco Javier Castellanos, conocido pelotari aficionado de esta misma localidad, cuyo oficio era el de zapatero. De ahí el apodo de Zapaterito de Lequeitio que recibió Valentín Castellanos a lo largo de su carrera de pelotari.
Zapaterito debutó con 17 años en el frontón de Marquina ante Martínez de Marquina. Aunque perdió el partido de su debut, gustó mucho su juego. En sus inicios Zapaterito compaginó la pelota con un trabajo en una fábrica de Éibar. Fue hacia 1912 cuando Zapaterito comenzó a despuntar como una figura de la pelota vasca y pudo dedicarse de manera exclusiva a la pelota. 
Zapaterito fue una figura de la pelota vasca durante la década de 1910 y el comienzo de la siguiente década, siendo uno de los pelotaris más destacados de la época. La carrera profesional de Zapaterito se prolongó hasta 1925 cuando se retiró definitivamente de las canchas. 
Zapaterito era un personaje con un carácter muy fuerte y de mucho genio. Era célebre por sus ocurrencias. Disfrutó de gran fama tanto en España como en Francia.
Sin embargo, en los últimos años de su vida pasó por dificultades económicas y tuvo que ganarse la vida como corredor de apuestas en un frontón de Madrid. Falleció en febrero de 1943 en Madrid. Al año siguiente se celebraron una serie de festivales benéficos a beneficio de su familia.
En la localidad natal del pelotari, Lequeitio, existe un frontón bautizado como Frontón Zapaterito.

## Pelotari
Zapaterito era un pelotari de excelentes facultades físicas, hábil con los dos brazos, ágil de piernas y con gran flexibilidad. Era un sacador excelente, aunque como restador era más bien mediocre. 
Durante su carrera se especializó en los partidos mano a mano y en los desafíos en solitario contra parejas de pelotaris, no siendo tan destacado en los partidos por parejas. Cuando jugaba por parejas jugaba como zaguero.
Zapaterito destacó especialmente en el mano a mano, siendo conocido por sus duelos personales o bien contra parejas de menor nivel.
Estos son los partidos más destacados de su carrera.

### 1907
- Debut de Zapaterito ante Martínez de Marquina en el Frontón de Marquina. Zapaterito perdió por 24-16, pero dejó una grata impresión. Seis meses más tarde lo derrotó en el Frontón Municipal de Éibar por 24-8.

### 1912
- Vence en el Frontón Municipal de Elgóibar a la pareja Mallavia I y "Baltasar" por 22-11.
- En Ordicia disputa un partido frente al trío Oyarzábal, Marcelo y Elícegui. Tras más de dos horas de partido y estando ganando por 22-21 (a 24 tantos), Zapaterito cayó desvanecido por el esfuerzo realizado por lo que se suspendió el partido.

### 1913
- Vence en el Astelena a Felipe Estela jugando solo con la mano izquierda.
- Vence a Chiquito de Azcoitia por 22-20.
- A principios de año "Zapaterito"aceptó el desafío lanzado por Mondragonés a cualquier pelotari para retarle en el Municipal de Vergara sacando del 3. Zapaterito arrolló a Mondragonés por 22-3.
- Gana el campeonato manomanista a Cantabria en el Astelena el 29 de junio, quedando como oficioso "campeón del mundo".

### 1914
- Vence en el Frontón municipal de Ondárroa a la pareja formada por Fernández el Mayor y Rómulo de Azcoitia por 22-20 después de un partido que duró más de dos horas.

### 1915
- Vence en el Municipal de San Sebastián por 24-3 a la pareja formada por los hermanos Pachi y Joaquín Errasti de Éibar
- Vence en el Frontón Astelena de Éibar a la pareja formada por los riojanos "Rana" y "Bojas".

### 1916
- Se enfrentó en un mano a mano contra Mallavia I en el que este tenía saque libre y Zapaterito debía sacar desde el 3. En el partido disputado en el Astelena de Éibar, Zapaterito remontó un 11-3 inicial realizando una tacada de 19 tantos e imponiéndose finalmente por 22-19.

### 1917
- Es derrotado por Mondragonés en el Campeonato disputado en el Astelena de Éibar.

### 1918
- Se enfrentaron de nuevo «Zapaterito» y «Mondragonés» en el frontón Moderno de Madrid. Con toda la taquilla vendida y una gran espectación y estando ganando (2-1) «Zapaterito», tuvo que suspenderse el partido por haberse lesionado este jugador gravemente en un pie. La lesión mantuvo a Zapaterito 4 meses apartado de las canchas durante ese año.

### 1919
- En la repetición del partido suspendido el año anterior, que se disputó en el mismo escenario del Moderno de Madrid, Zapaterito venció por 22-14 a Mondragonés.

### 1920
- En el Frontón Moderno de Madrid se enfrentan las parejas "Chiquito de Lequeitio" y "Zapaterito" contra Echave III y Joaquín Errasti a doble partido. Ambos partidos fueron vencidos por la pareja de lequeitiarras por 22-21.